# Charles Leroux (chef d'orchestre)
Ne doit pas être confondu avec Charles Le Roux (peintre) ou Charles Leroux (article en anglais d'une autre personnalité du même nom)
Charles Édouard Gabriel Leroux, dit Charles Leroux, né le 13 septembre 1851 à Paris et mort le 4 juillet 1926 à Versailles, était un musicien français, principalement chef d'orchestre militaire. Il est peu connu en France. Il a notamment composé la célèbre marche militaire japonaise Battōtai.

## Biographie
Il étudie au Conservatoire de Paris à partir de 1870, puis en 1872 il rejoint l'armée française. Il devient ensuite chef d'orchestre militaire. En 1884, il vient comme conseiller étranger au Japon, pays devenu 16 ans plus tôt, en 1868, l'empire du Japon. Le principal objectif sous l'ère Meiji (l'ère impériale japonaise à l'époque) était de moderniser le pays, sur le plan économique et militaire. Leroux a donc composé des marches militaires pour le pays. En 1886, pour ses services rendus, il obtient l'emblème de l'ordre du Soleil levant, une décoration encore existante de nos jours. 
Il revient en 1889 en France, où il continue sa carrière de chef d'orchestre militaire. Il reçoit la médaille de chevalier de la Légion d'honneur en 1900. Il finit sa vie à Montceau-les-Mines, puis à Versailles où il  meurt.

## Publications
- La Musique classique japonaise, dans : "Bulletin de la Société franco-japonaise", juin-septembre 1910., Paris: Evette et Schaeffer, 1911. 21 p.
- Discours à l'occasion de sa nomination au grade d'officier de la Légion d'honneur (3 mai 1914), Paris: impr. Marétheux, 1914. 28 p.

## Compositions

### pour orchestre
- 1883 L'Aurore, mazurka
- 1897 Lyon - En position Défilé
- 1886 Battōtai (Rikugun bunretsu koushinkyoku) - (~ Marche du défilé de l'armée ou Marche de l'armée)[2],[3] - texte : Masakazu Toyama
- Fusōka: Kanpeishiki bunretsu kōshinkyoku (扶桑歌 : 観兵式分列行進曲)

### pour piano
- 1881 Les Saisons! - Suite de valses
- 1884 L'Aurore!, polka mazurka
- 1886 2ème Valse
- 1886 Bluette!, mazurka
- 1902 Premières Violettes - Suite de valses